# ハマビシ

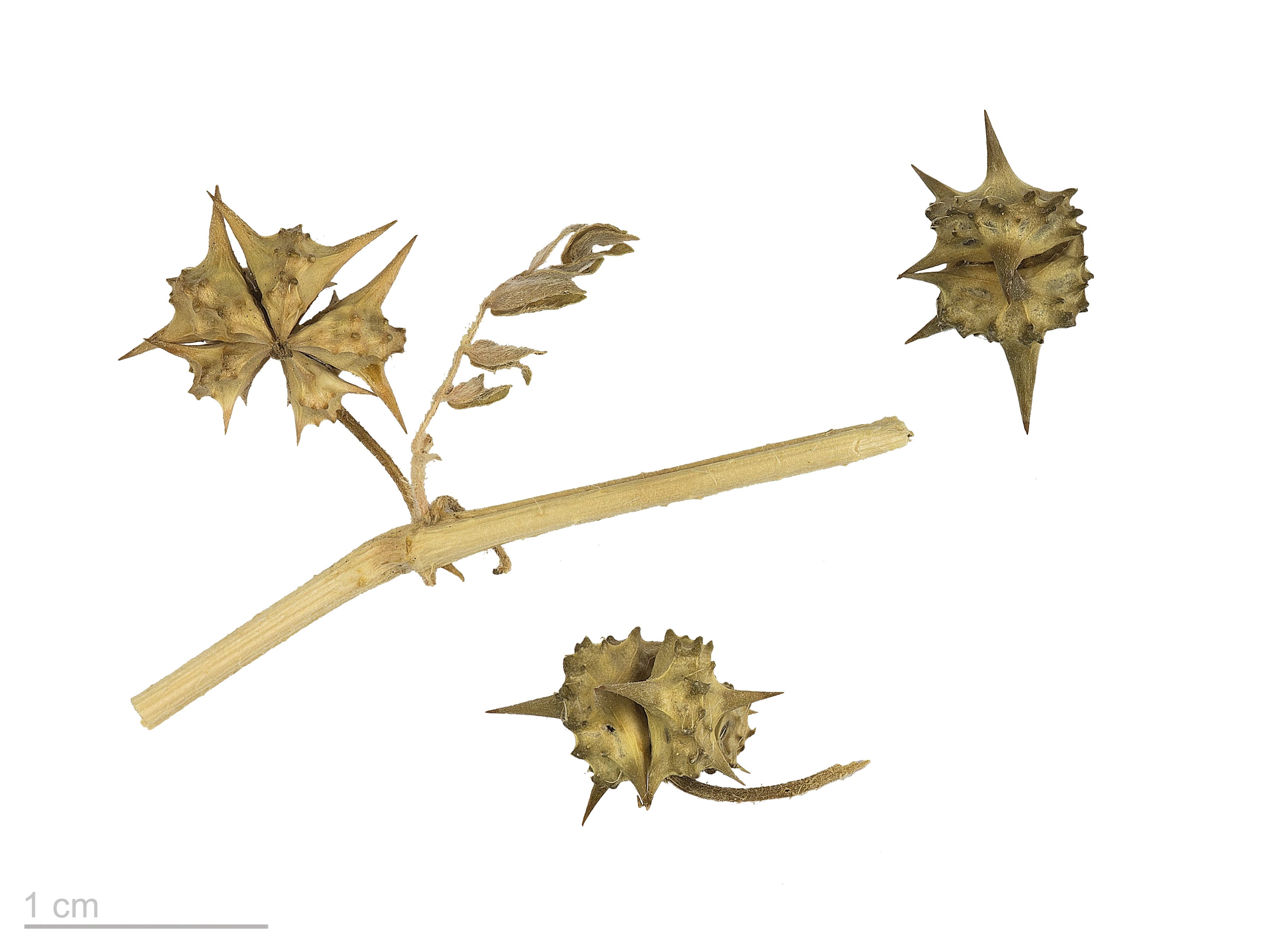
Tribulus terrestris

ハマビシ（浜菱、学名: Tribulus terrestris）は、南アジアから東欧にかけてみられるハマビシ科の多年草である。砂浜に生える海浜植物であるが、乾燥地帯では内陸にも生育する。リンネの『植物の種』(1753年) で記載された植物の一つである。
日本では東北を除く本州-四国・九州にかけての温暖な海岸に自生する。全草が棘に覆われており、7-10月頃に黄緑色の小さな5弁花を花茎の先に一つ咲かせる。花のあとには直径1センチメートルぐらいの硬く棘のある菱形の実を付ける。

## 利用
欧米では、体内のテストステロン量を保つ作用があるハーブとして、健康食品などに入れられている。
また、果実を乾燥したものは蒺藜子（しつりし）という生薬で、利尿、消炎作用があるとされる。

## 保全状況
日本においては近年、海浜の環境破壊により生育数が激減しており、環境庁により絶滅危惧IB類に指定されている。各県のレッドデータブックでも同様の扱いである。